# Madang FC
El Madang Football Club es un club de fútbol de la ciudad de Madang, Papúa Nueva Guinea, que juega en la Liga Nacional de Fútbol de Papúa Nueva Guinea. Juega de local en el Laiwaden Oval.
En 2017, debido a la descalificación del Hekari United Football Club por problemas con la Asociación de Fútbol de Papúa Nueva Guinea, clasificó como su reemplazo a la Liga de Campeones de la OFC.

## Entrenadores
- Bob Morris (octubre de 2015-?)[5]